# Burkhardt Prigge
Burkhardt Prigge (* 11. Juni 1964 in Uelzen) ist ein ehemaliger deutscher Basketballtrainer.

## Laufbahn
Prigge wuchs in Bremerhaven auf und stieg 1982 als Spieler mit dem OSC Bremerhaven in die 2. Basketball-Bundesliga auf. Er legte dann aber seinen Schwerpunkt auf die Trainertätigkeit und war vor allem im Nachwuchsbereich tätig. Zum Studium der Elektrotechnik ging Prigge nach Braunschweig und wirkte zeitweilig als Trainer der Herrenmannschaft des MTV Wolfenbüttel in der 2. Bundesliga.
Er durchlief zwischen 1987 und 1991 die Ausbildung an der Trainerakademie des Deutschen Sportbundes in Köln. Er war während der Junioren-WM 1987 unter Bundestrainer Bernd Röder Co-Trainer und später Assistenztrainer der deutschen A-Nationalmannschaft, so auch als diese 1993 Europameister wurde. Nach dem Triumph folgte er Bundestrainer Svetislav Pešić zu Alba Berlin und war dort wie zuvor in der Nationalmannschaft dessen Assistent. Prigge blieb bis 2005 im Amt und gewann in dieser Zeit mit den Berlinern 1995 den europäischen Vereinswettbewerb Korac-Cup, 1997, 1998, 1999, 2000, 2001, 2002 und 2003 die deutsche Meisterschaft sowie 1997, 1999, 2002 und 2003 den deutschen Pokalwettbewerb. Im Anschluss an die Spielzeit 2004/05 wurde sein Vertrag von Alba nicht verlängert. Während seiner Berliner Amtszeit war er teils weiterhin für den Deutschen Basketball Bund tätig: Während der Europameisterschaft 2001 gehörte er zum Trainerstab der Nationalmannschaft.
Prigge zog sich nach der Trennung von dem Berliner Bundesligisten aus dem Profisport zurück, absolvierte ein Studium in den Fächern Wirtschaftsingenieurwesen sowie Projektmanagement und wurde bei der Alba Recycling GmbH sowie bei einer Unternehmensberatungsfirma tätig.